# Piraju
Piraju é um município brasileiro, localizado no sudoeste do estado de São Paulo na região do Vale do Paranapanema, próximo à divisa com o Estado do Paraná. É sede da Microrregião de Piraju. O município é formado pela sede e pelo distrito de Tibiriçá do Paranapanema.

## Estância turística
Piraju é um dos 29 municípios paulistas considerados estâncias turísticas pelo Estado de São Paulo, por cumprirem determinados pré-requisitos definidos por Lei Estadual. Tal status garante a esses municípios uma verba maior por parte do Estado para a promoção do turismo regional. Também, o município adquire o direito de agregar junto a seu nome o título de Estância Turística, termo pelo qual passa a ser designado tanto pelo expediente municipal oficial quanto pelas referências estaduais

## História
- Fundação: 25 de abril de 1880 (145 anos)
- 1859:

Dados concretos apontam a ocupação da cidade em 1859, com a chegada da família Arruda à região, porém historiadores acreditam que município de Piraju teve seu início por volta de 1800, devido à existência de uma estrada utilizada por viajantes para chegar a algumas localidades na região. Devido a esse fato e à fertilidade da terra, alguns colonos foram tomando posse e por ali se estabelecendo.
O local era conhecido como Tijuco Preto ("tijuco" é um termo proveniente da tupi que significa "pântano", através do vocábulo tyîuka). As terras pertenciam a três famílias da região: Arruda, Faustino e Graciano e, por volta de 1859, foram doadas para a criação do Patrimônio de São Sebastião.
- 1871:

Em 16 de março de 1871, através do Decreto-Lei Estadual 23, foi criada a freguesia São Sebastião do Tijuco Preto, pertencendo ao município de São João Batista do Rio Verde (atual Itaporanga), sendo, mais tarde, elevada à vila com a mesma denominação através da Lei Provincial Onze, de 25 de abril de 1880.
- 1891:

Em 6 de junho de 1891, recebeu a denominação Piraju, que, segundo o escritor e pesquisador Clóvis Chiaradia, se originou do termo Tupi-Guarani "pirá-ju(ba)", que significa "peixe amarelo" ou "peixe dourado", através da junção dos termos pirá ("peixe") e îub ("amarelo").
- Anos de 1900:
  - Piraju detinha como parte de seu território, ainda, as atuais cidades abaixo, já tendo, portanto em sua história, números maiores de população viva, falecida, território rural e urbano, tendo esses municípios, alcançado sua emancipação passando a ser, independentes. Considerando que alguns desses municípios fazem DIVISA entre os Estados de SP e PR, em dado momento da história, Piraju tinha como vizinho ou área limítrofe, o Estado do PR:
    - 1) Fartura (Em 1881, a Câmara Municipal de Piraju, recém-empossada, envia seu fiscal de tributos Manuel Martins para cobrar os impostos devidos pela crescente povoação, iniciando sua luta para impedir que o povoado fosse elevado à categoria de Distrito e, posteriormente, a criação de uma nova paróquia. No entanto, em 7 de Fevereiro de 1884, a Lei n. 5 do governo da Província de São Paulo[6] sancionada pelo então presidente da província Barão de Guajará, eleva a Capela Nossa Senhora das Dores de Fartura à categoria de freguesia, criando a Freguesia de Fartura, desmembrando-a de Piraju e a anexando a Itaporanga. Posteriormente, a Lei nº 145 de 31 de Março de 1891 elevaria a recém-formada freguesia à condição de município [7], criando o município de Fartura);
    - 2) Tejupá (Em 1889, a povoação foi elevada a distrito de paz pertencente ao município de Piraju, com o nome de "Pedra Branca". Por vontade dos moradores, esse nome foi alterado para "Belo Monte", numa referência aos montes que circundam a cidade. Em dezembro de 1963, Belo Monte se emancipou de Piraju, tornando-se o município de Tejupá.[7]);
    - 3) Sarutaiá (Em 20 de dezembro de 1906 passou a categoria de Distrito de Pirajú, com o nome de Sarutaiá. Finalmente em 18 de fevereiro de 1959 tornou-se município);
    - 3) Timburi (Fundação: 24 de outubro de 1948);

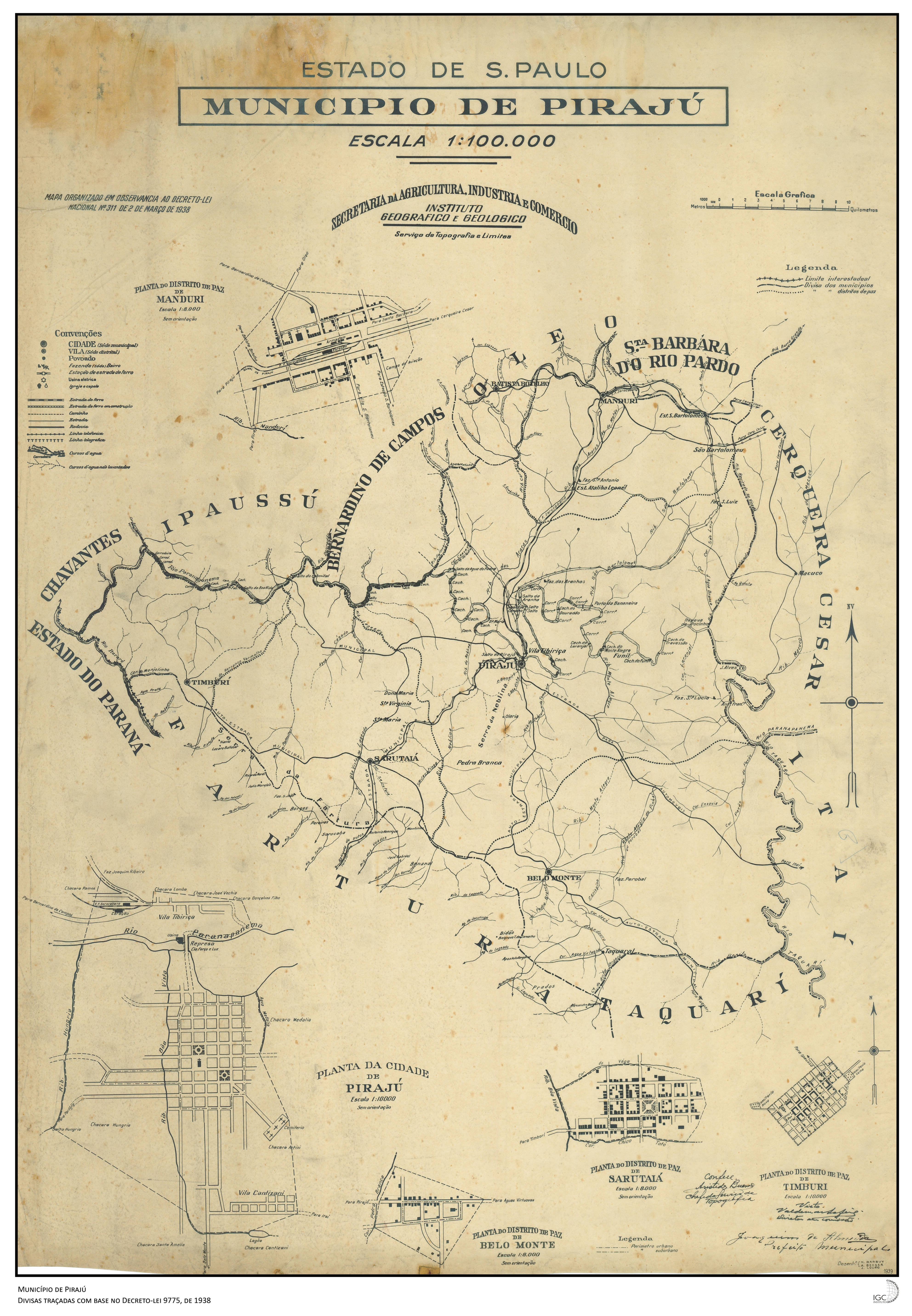
Mapa de Piraju (1938).

    - 4) Manduri.

### Fatos históricos
- 1888:
  - Foi o primeiro município a abolir a escravidão, antes da Lei Áurea (Lei Imperial n.º 3.353, sancionada em 13 de maio de 1888).
- 1912:
  - Foi também a primeira cidade a obter luz elétrica (um ano antes do Rio de Janeiro). Sendo instalada uma usina de energia elétrica na Fazenda Boa Vista, 15 km a oeste da cidade.
- 1915:
  - Inaugurado em 15 de agosto de 1915 um sistema de bondes elétricos Tramway Eléctrico Municipal de Piraju, que operou até por volta de 1937, sendo fechado após a TEMP ser comprada pela Companhia Luz e Força Santa Cruz – que era controlada pela Corporação Votorantim de Sorocaba.[10]

## Geografia
Localiza-se a uma latitude 23º11'37" sul e a uma longitude 49º23'02" oeste, estando a uma altitude de 646 metros.

### Hidrografia

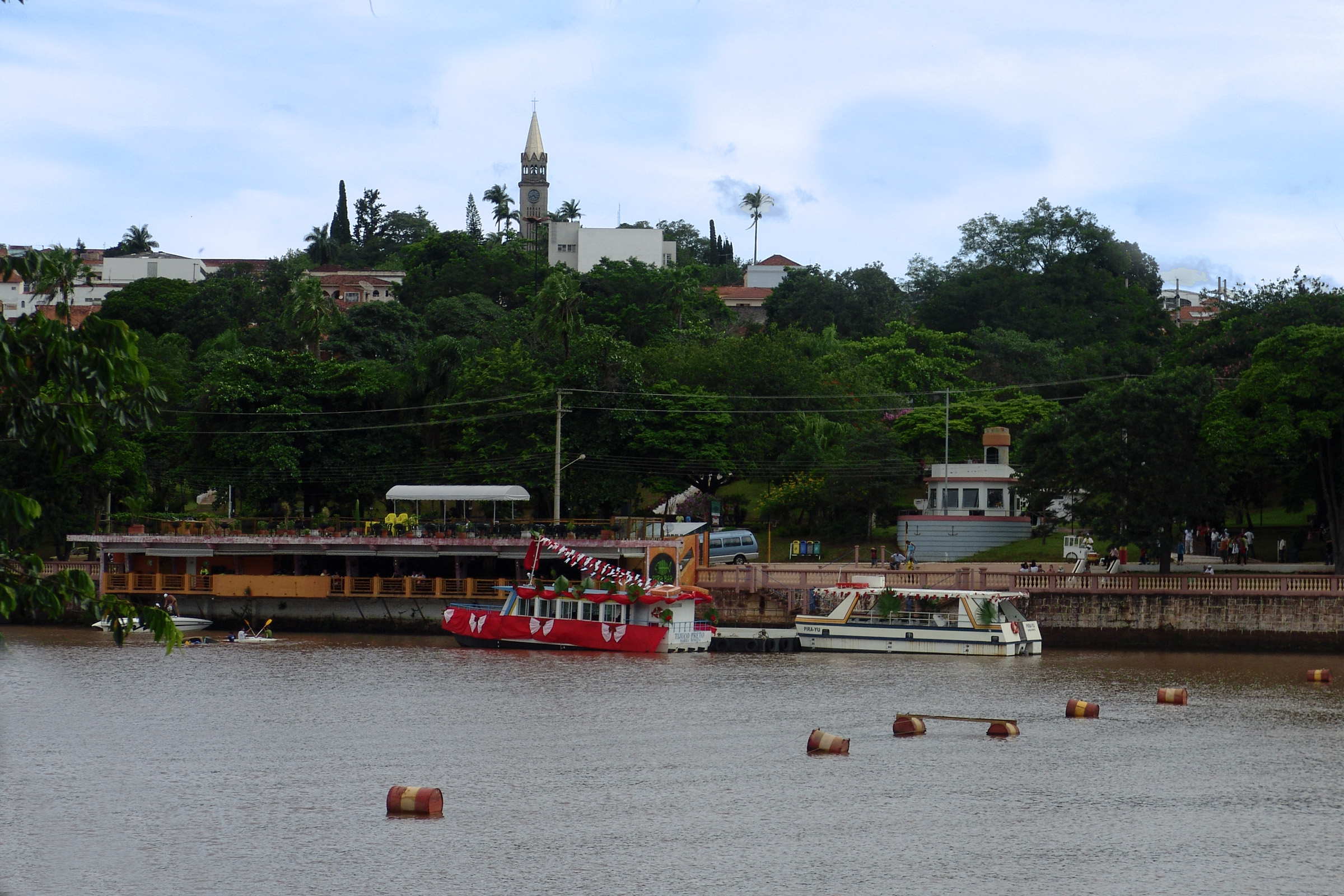
Represa no Rio Paranapanema.

- Rio Paranapanema, principal rio da cidade
- Ribeirão Hungria
- Ribeirão das Araras
- Ribeirão da Neblina
- Ribeirão Monte Alegre
- Ribeirão São Bartolomeu
- Ribeirão Boa Vista

### Rodovias
- SP-261
- SP-270
- SP-287

## Demografia

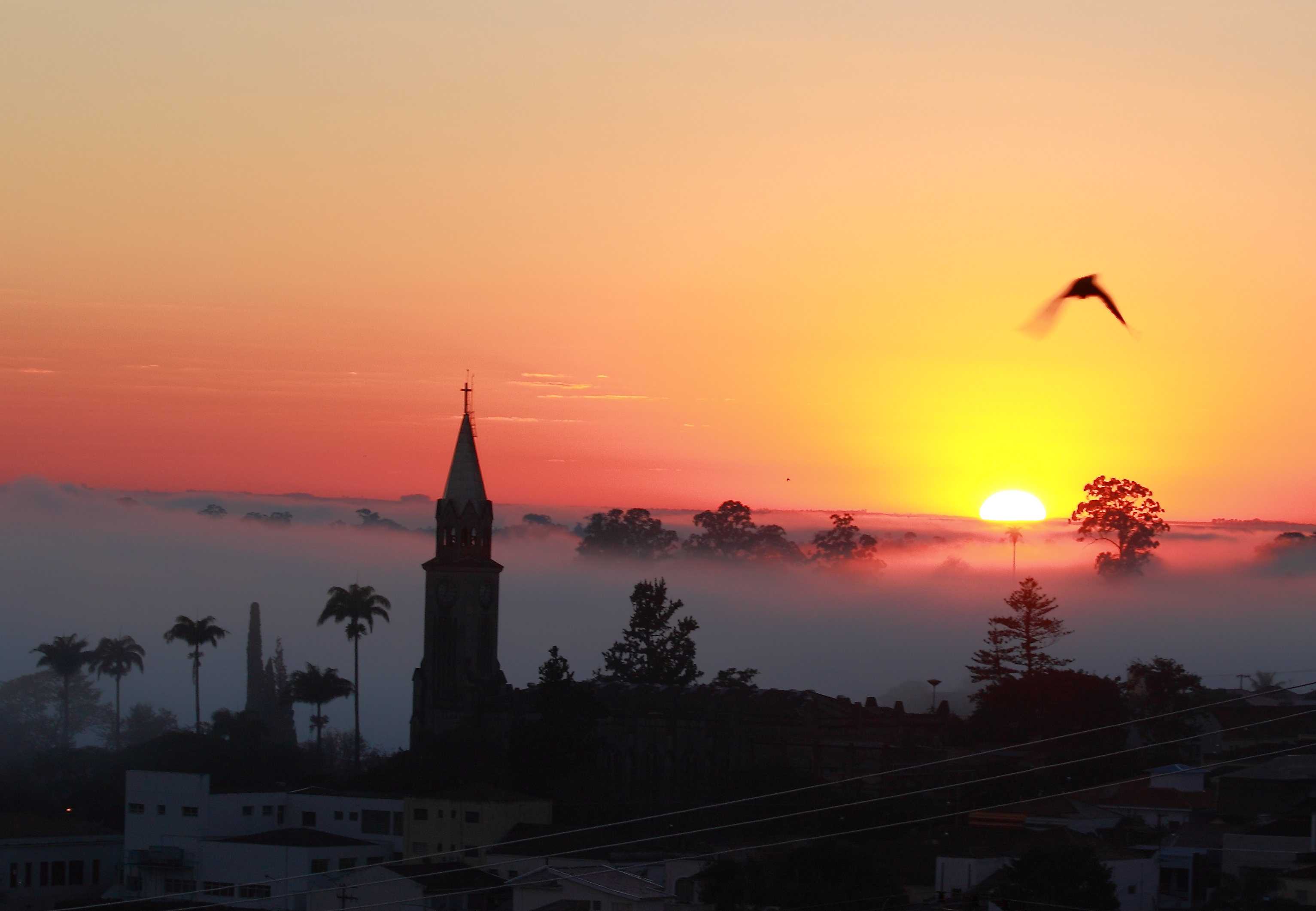
Amanhecendo em Piraju.

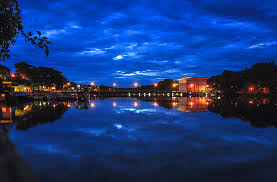
Anoitecendo em Piraju.

### População
| Crescimento populacional                             | Crescimento populacional | Crescimento populacional | Crescimento populacional |
| Ano                                                  | População Total          |                          | %±                       |
| ---------------------------------------------------- | ------------------------ | ------------------------ | ------------------------ |
| 1890                                                 | 9 316                    |                          | —                        |
| 1900                                                 | 6 995                    |                          | −24,9%                   |
| 1910                                                 | 18 000                   |                          | 157,3%                   |
| 1920                                                 | 29 353                   |                          | 63,1%                    |
| 1925                                                 | 34 397                   |                          | 17,2%                    |
| 1934                                                 | 36 922                   |                          | 7,3%                     |
| 1937                                                 | 39 472                   |                          | 6,9%                     |
| 1940                                                 | 31 246                   |                          | −20,8%                   |
| 1946                                                 | 27 142                   |                          | −13,1%                   |
| 1950                                                 | 20 954                   |                          | −22,8%                   |
| 1958                                                 | 27 437                   |                          | 30,9%                    |
| 1960                                                 | 24 202                   |                          | −11,8%                   |
| 1970                                                 | 20 336                   |                          | −16,0%                   |
| 1980                                                 | 21 384                   |                          | 5,2%                     |
| 1991                                                 | 26 076                   |                          | 21,9%                    |
| 2000                                                 | 27 897                   |                          | 7,0%                     |
| 2010                                                 | 28 475                   |                          | 2,1%                     |
| 2022                                                 | 29 436                   |                          | 3,4%                     |
| Est. 2024                                            | 30 261                   | [ 11 ]                   | 2,8%                     |
| Fontes: Censos Demográficos IBGE e Estimativas SEADE |                          |                          |                          |

### Dados demográficos
Em 2021 a população estimada pelo IBGE foi de 29.930 habitantes com densidade populacional de 56,44 hab/km².
De acordo com o censo de 2010 a população estimada era de 28.475, compreendendo 25.064 em área urbana e 2.871 em área rural.

## Política e administração
- Prefeito: Carlos Pneus
- Vice-prefeito: Leonardo Tonon
- Presidente da Câmara: Brandini

### Galeria de prefeitos
| Nº | Nome                               | Período do mandato |
| -- | ---------------------------------- | ------------------ |
| 01 | Antônio Mercadante Sobrinho        | 1908-1911          |
| 02 | Flamínio Ferreira Pinheiro Machado | 1911-1916          |
| 03 | João Oliva Alves Alcântara         | 1916-1917          |
| 04 | Dr. Domingos Teodoro Gallo         | 1917-1924          |
| 05 | José Leonel Ferreira               | 1924-1928          |
| 06 | José Ataliba Leonel                | 1929-1930          |
| 07 | João Oliva Alves de Alcântara      | 1930-1931          |
| 08 | Agostinho Antônio de Arruda        | 1931-1932          |
| 09 | Deodoro Lago                       | 1932-1932          |
| 10 | Agostinho Antônio de Arruda        | 1932-1933          |
| 11 | Rodolfo Rodrigues                  | 1933-1934          |
| 12 | José Lourenço Alves                | 1934-1936          |
| 13 | Himelino Martins Filho             | 1936-1936          |
| 14 | Joaquim de Arruda                  | 1936-1941          |
| 15 | Edmundo Ortiz de Camargo           | 1941-1945          |
| 16 | Mário Martins Costa                | 1945-1945          |
| 17 | Ovídio Rodrigues Tucunduva         | 1945-1946          |
| 18 | Dr. Luiz Ferreira de Oliveira      | 1946-1947          |
| 19 | Himelino Martins Filho             | 1947-1947          |
| 20 | Joaquim Ottoni da Silveira Camargo | 1947-1947          |
| 21 | Dr. Luiz Ferreira de Oliveira      | 1948-1951          |
| 22 | Gilberto Moraes Lopes              | 1952-1955          |
| 23 | Joaquim Ottoni da Silveira Camargo | 1956-1959          |
| 24 | Ângelo Dell'Agnolo Sobrinho        | 1960-1963          |
| 25 | Claudio Dardes                     | 1964-1969          |
| 26 | Joaquim Ottoni da Silveira Camargo | 1969-1972          |
| 27 | Dr. José Riberio                   | 1973-1976          |
| 28 | Francisco Rodrigues                | 1977-1981          |
| 29 | Miguel Mario Napolitano            | 1982-1983          |
| 30 | Dr. José Ribeiro                   | 1983-1988          |
| 31 | Francisco Rodrigues                | 1989-1992          |
| 32 | José Geraldo Pansanato             | 1993-1996          |
| 33 | Maurício de Oliveira Pinterich     | 1997-2000          |
| 34 | Maurício de Oliveira Pinterich     | 2001-2004          |
| 35 | Francisco Rodrigues                | 2005-2008          |
| 36 | Francisco Rodrigues                | 2009-2012          |
| 37 | Jair César Damato                  | 2013-2016          |
| 38 | José Maria Costa                   | 2017-período atual |

## Economia
Produto Interno Bruto de Piraju:
- Valor adicionado bruto da agropecuária a preços correntes: 16.859 mil reais
- Valor adicionado bruto da indústria a preços correntes: 70.800 mil reais
- Valor adicionado bruto dos serviços a preços correntes: 236.783 mil reais
- Impostos sobre produtos líquidos de subsídios a preços correntes: 23.037 mil reais
- PIB a preços correntes: 347.479 mil reais
- PIB per capita a preços correntes: 11.819,82 mil reais

(Fonte: IBGE)

## Infraestrutura

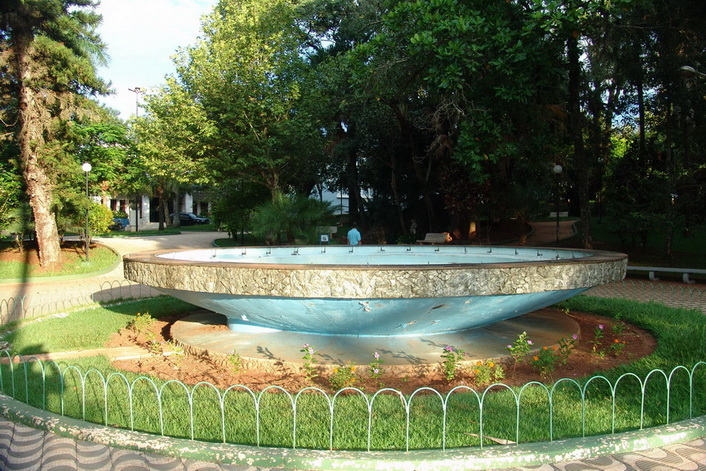
Fonte de Piraju.

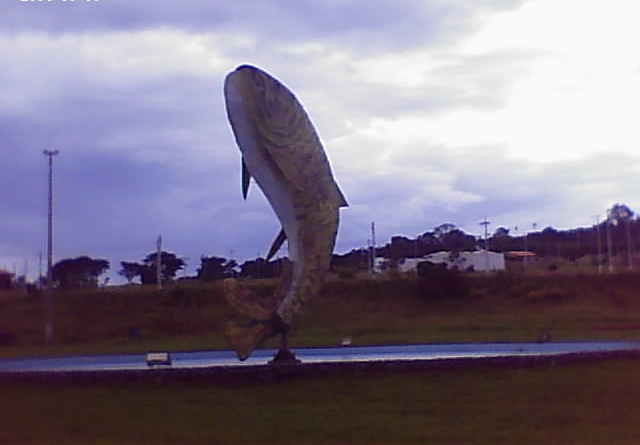
Rotatória do Peixe.

### Saúde
- Estabelecimentos de Saúde total: 17 estabelecimentos
- Estabelecimentos de Saúde público total: 9 estabelecimentos
- Estabelecimentos de Saúde público municipal: 9 estabelecimentos
- Estabelecimentos de Saúde privado total: 8 estabelecimentos
- Estabelecimentos de Saúde privado com fins lucrativos: 7 estabelecimentos
- Estabelecimentos de Saúde privado sem fins lucrativos: 1 estabelecimento
- Estabelecimentos de Saúde privado SUS: 2 estabelecimentos
- Estabelecimentos de Saúde com internação total: 1 estabelecimentos
- Estabelecimentos de Saúde sem internação total: 10 estabelecimentos[19]

### Educação
NÍVEL SUPERIOR:
- FIASP - Faculdade Ibero Americana de São Paulo
- Fafip - Faculdade de Filosofia, Ciências e Letras de Piraju
- Unip - Universidade Paulista - Pólo Piraju
- Unimes - Universidade Metropolitana de Santos - Polo Piraju

NÍVEL TÉCNICO:
- ETEC Waldyr Duron Junior

NÍVEL BÁSICO/FUNDAMENTAL/ENSINO MÉDIO:
- Escola Estadual Ataliba Leonel
- Escola Estadual Coronel Nhonhô Braga
- Escola Estadual Maria Gonçalves da Mota
- Escola Estadual Monica Bernabé Garrote
- Escola Estadual Dr. Joaquim Moreira Moreira Porto
- Escola Estadual Prefeito Quinzinho Camargo
- CEEJA - Centro Estadual de Educação de Jovens e Adultos de Piraju
- CEL - Centro de Estudos de Línguas de Piraju
- Escola Municipal Anexo Nhonhô Braga
- Escola Municipal Professor Camilo Golfieri
- Escola Municipal Professor Leonel Lowande Mendes Gonçalves
- Escola Municipal Professor Luiz Caramaschi
- Escola Municipal Professora Balbina Marques Galvão
- Escola Municipal Professora Yolanda Marinho Lessa
- Escola Municipal Gilberto Bonafé
- Escola Municipal Vila Nova América
- Colégio São Vicente de Paulo - Sistema ANGLO de Ensino
- Colégio Educacional de Piraju (Positivo)
- Colégio Lumen Objetivo

### Instituições financeiras
Número de Agências: 06 Agências bancárias, todas próximas ao centro da cidade de Piraju/SP, sendo:
- Bradesco;
- Itaú;
- Caixa Econômica Federal;
- Banco do Brasil;
- Banco do Brasil (Antigo Nossa Caixa);
- (Santander, Antigo Banespa; fechado em 2025. A agência do antigo Banco Real deixou de existir em meados de 2013);
- Sicoob Crediceripa;
- Sicredi.

### Comunicações

#### Jornais
Piraju conta com dois jornais semanais:
1. Folha de Piraju
2. O Observador

#### Rádios
O município conta com excelente sistema de Rádio Difusão, com audiência em toda a Região, e conta com as seguintes rádios:
|    |  | Rádios FM                    | Rádios AM                   |
| 1- |  | 96.3 - Rádio Piratininga FM  |                             |
| 2- |  | 99.1 - Rádio Paranapanema FM | 610 - Rádio Paranapanema AM |
| 3- |  | 104.3 - Eduvale FM           |                             |
| 4- |  | 105.9 - Mater Dei FM         |                             |

#### Telefonia
O sistema de telefones automáticos foi inaugurado na cidade em 1977 pela Telecomunicações de São Paulo (TELESP), que também implantou o sistema de discagem direta à distância (DDD) em 1978 com o código de área (0143). Anteriormente a cidade era atendida pela Companhia Telefônica Brasileira (CTB).
Na década de 90 o código DDD da cidade foi alterado para (014), para padronização do sistema telefônico com a telefonia celular que estava sendo implantada em todo o estado.

### Transportes
Há Empresas de Transporte instaladas na cidade, tais elas como:
- Rodoviário:
  - Linha Urbana:
    - Viação Piraju
    - Viação Riopardense

  - Linha Intermunicipal:
    - Auto Ônibus Del Oeste
    - Auto Ônibus Imperial
    - Auto Ônibus Manoel Rodrigues/Princesa do Norte - Linha Suburbana e Interurbana
    - Piraju Tur
    - Viação Garcia - Linha Interurbana e Interestadual
- Aeroporto (asfaltado)
  - Não é utilizado comercialmente, por falta de incentivo governamental/regional.

## Cultura e lazer

### Baile do Havaí
Ocorre no final do mês de dezembro. Durante todo o tempo foi realizado na Sede Social do Iate Clube Piraju, às margens da represa Paranapanema, do rio de mesmo nome, com grande número de público participante.

### Carnaval de Rua
Atualmente, existem apenas as duas últimas Escolas de Samba na cidade, que muito abrilhantaram o Carnaval Turístico da cidade, trazendo inúmeras pessoas à cidade, bem como, Pirajuenses de coração, que tem familiares ou, moram fora ou, já moraram na cidade. Essas Escolas, também abrilhantam o Carnaval da região, fazendo desfiles em várias cidades da região, nos dias de não desfile em Piraju. Existiram já na cidade, várias Escolas de Samba, como:
1. Príncipe Nego;
2. Estação Primeira de Vila Tibiriçá;
3. Unidos do Gavião (bairro Nosso Teto);
4. Juventude Alegre (ainda existe e foi campeão por muitas vezes) e;
5. Unidos do Bairro Alto (ainda existe).

### Esportes
O município sedia eventos esportivos de importância Nacional e Internacional, como o Kickboxing (Disputa Mundial e Nacional), Copa Brasil de Canoagem Slalom.
Locais
- Campos/Quadras (fonte: Jefferson Ripi):
  - 1) 01 Estádio Municipal (Gilberto Moraes Lopes, no bairro Jardim Jurumirim) com Campo de Futebol tamanho oficial, 01 Quadra, ambos com Arquibancada;
  - 2) 01 Campo de Futebol tamanho oficial (antigo Vital Brasil, no bairro Jardim Jurumirim), SEM Arquibancada;
  - 3) 01 Campo de Futebol pequeno (antiga AABB, na rodovia de acesso à cidade de Ourinhos) e 01 Quadra, ambos, SEM Arquibancada;
  - 4) 01 Campo de Futebol pequeno (Grêmio Santa Cruz, no Distrito de Tibiriçá do Paranapanema), SEM Arquibancada;
  - 5) 01 Campo de Futebol pequeno (Banespinha, no Distrito de Tibiriçá do Paranapanema), SEM Arquibancada;
  - 6) 01 Ginásio de Esportes Poliesportivo (no bairro Jardim Jurumirim), COM arquibancada;
  - 7) 01 Ginásio de Esportes Poliesportivo (Jacy Clodoaldo Albanezi, no bairro Jardim Jurumirim), COM arquibancada;
  - 8) Várias Quadras em Escolas Públicas Estaduais e Municipais, dispondo de Quadras Poliesportivas, OM e SEM arquibancadas.

Canoagem

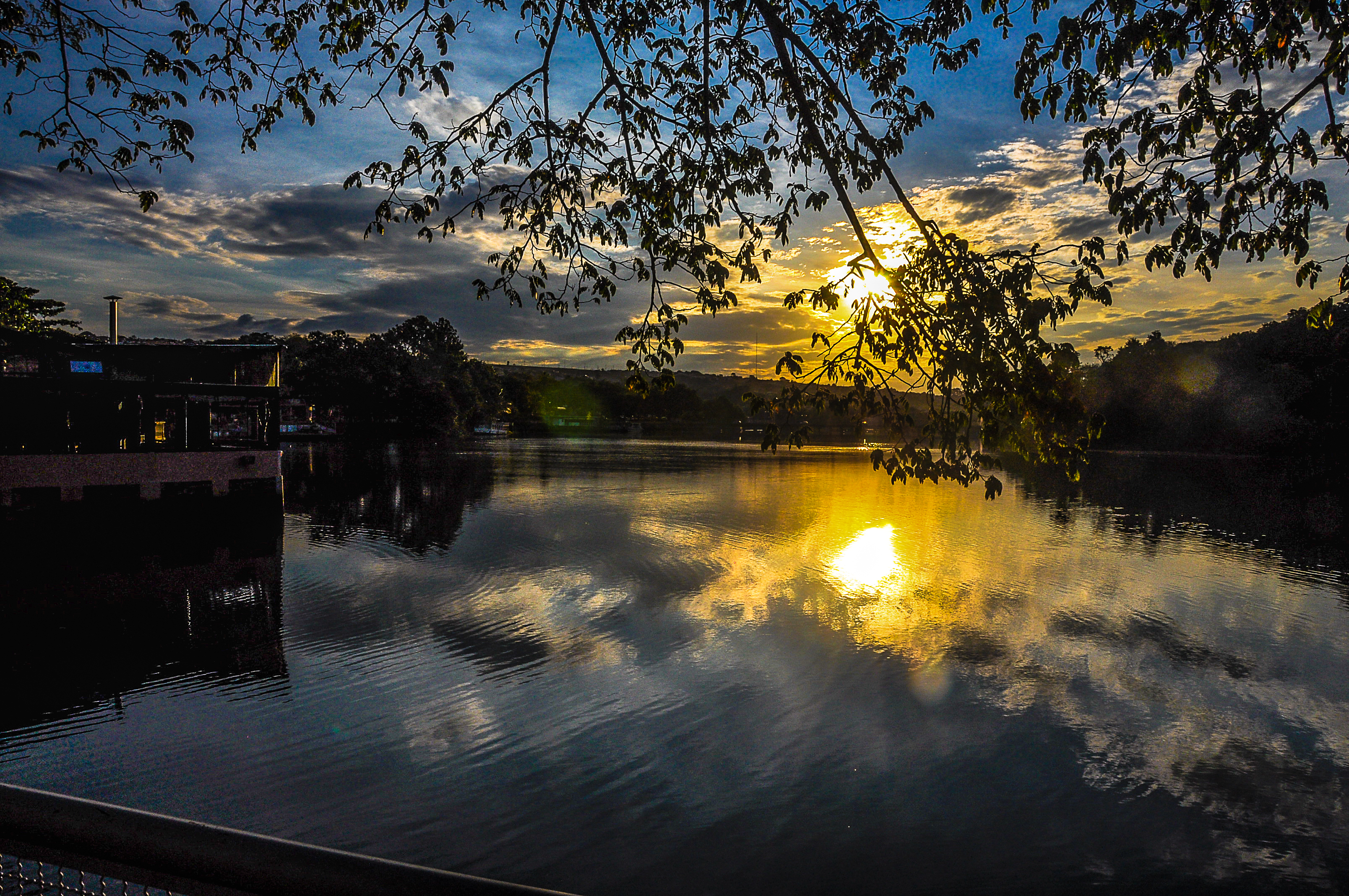
Pôr do sol no rio.

Esportes Náuticos são o destaque do município, que é cortado pelo Rio Paranapanema, tem a canoagem como o principal esporte náutico, e ainda os melhores atletas do Brasil que disputam campeonatos estaduais, nacionais, continentais e mundiais e até mesmo olimpíadas.
A cidade de Piraju, cedeu no ano de 2008, nas Olimpíadas de Verão em Pequim, teve a presença da primeira mulher na canoagem representando o Brasil, Poliana Aparecida de Paula, na qual ficou na 14ª Colocação parando na semifinal. Já no ano de 2016, nas Olimpíadas de Verão do Rio de Janeiro, em 2016, teve três representantes, Pedro Henrique Gonçalves (Pepe), e na de duplas com os dois pirajuenses, Anderson Oliveira e Charles Corrêa. Pedro conseguiu o feito de ser o primeiro brasileiro a ir para a final da canoagem slalom individual, porém não conseguiu subir ao pódio ficando na 6ª Colocação, estabelecendo a melhor posição de um brasileiro nessa modalidade, enquanto Anderson e Charles foram até a semifinal.
KickBoxing
O Kickboxing, é outro esporte renomado em Piraju, com vários atletas, e os atletas disputam em categorias estaduais, nacionais, e mundiais. O atleta de expressão mais conhecido é o Luciano Lopes (Boinha), que disputa o Cinturão Mundial constantemente, inclusive defende o cinturão nos dias de hoje.
Futebol
Atualmente não conta com um time profissional, porém o extinto Piraju Futebol Clube rendeu muitas alegrias ao pirajuense da época, hoje em dia não há mais um time profissional, porém há escolinhas de Futebol gratuita e constantemente um jovem passa em testes e vai jogar em clubes de maior expressão da capital e outros estados.Em 1970, começa a surgir um fenômeno que transformaria uma geração de crianças e adultos na área esportiva e social da cidade: O Grêmio Esportivo Dom Bosco. Foram anos de dedicação e sonhos realizados por pessoas que se comprometeram a levar esse projeto a sério.
Tudo começou numa manhã de domingo na cidade de Piraju, quando o Sr.Jacy Albanezi e sua Kombi, juntou crianças de 10/12 anos de idade e partiu para um jogo na cidade de Chavantes. O jogo contra o time do Padre, num campinho no fundo da Igreja Matriz daquela cidade com vitória de 3X2 para o time de adolescentes de Piraju . 
O que seria uma brincadeira de garotos e de seus pais, e amigos de seus pais, ganhou proporções quando Jacy e outros decidiram montar um projeto para formar uma equipe de futebol. Pessoas dedicadas e apaixonadas por futebol, como Jaci Albanezi, Roberto Bersi, Antônio Francisco, Jardel Caetano, Firmino Bragança, Nicola Dinardi, o saudoso Fernetti, sr. Silvestre e Sgto Cid Borges constituíram a  primeira diretoria da agremiação.
Com participação espontânea nas reuniões de entusiastas e colaboradores  dos amigos e filhos dos integrantes da Conferência Dom Bosco do Asilo São Vicente de Paulo , de Piraju despontaram como  incentivadores e fundadores do time : Manoel Bersi, Miguel Garrote, Urbano Vieira, Jacy Albanezi, Antônio Francisco, Roberto Bersi, Firmino Bragança, Nicola Dinardi, Benedito de Barros, Fernetti, Silvestre e Sgto Cid Borges e Oswaldo Pinterich. 

## Turismo

### Atrações turísticas
- Rural:

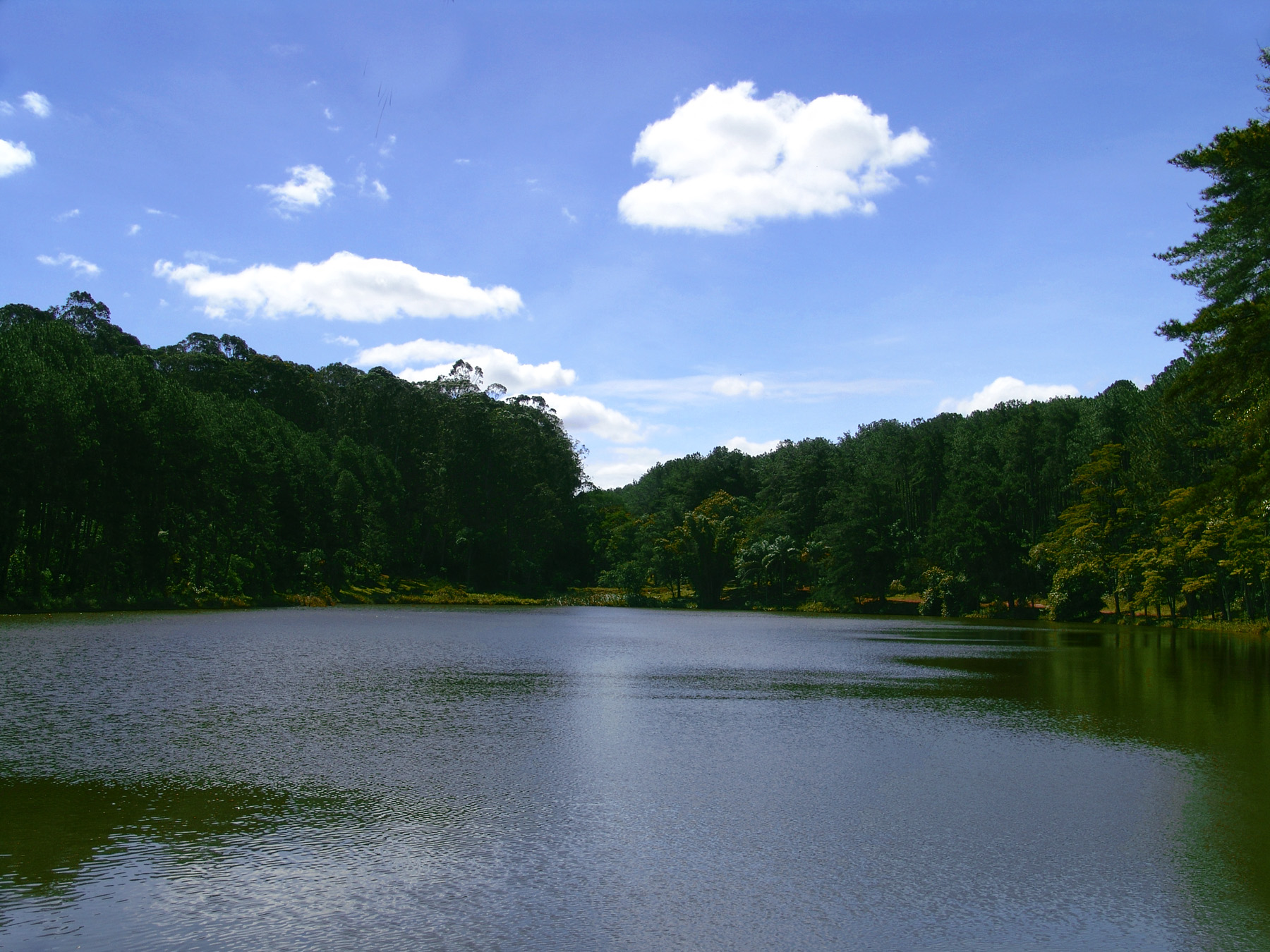
Horto florestal no bairro Tibagi.

- - AABB - Associação Atlética Banco do Brasil, no Distrito de Tibiriçá do Paranapanema (fora da cidade, na rodovia de acesso à cidade de Ourinhos-SP);
  - Horto Florestal, na rodovia de acesso à cidade de Manduri.
- Tirolesa das Corredeiras:

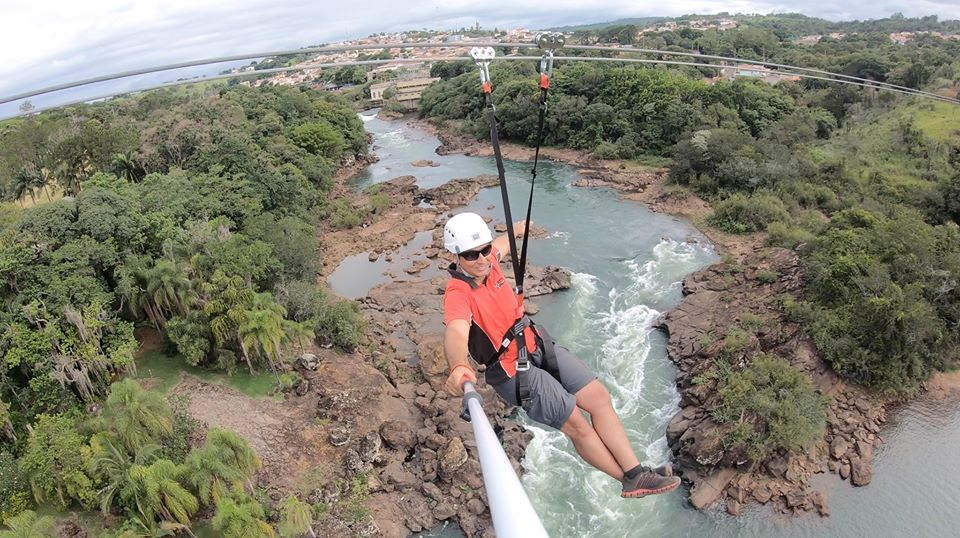
Tirolesa das Corredeiras.

Inaugurada em 2020, tendo 450 metros de percurso com uma altura máxima de 80 metros, saindo do mirante com a chegada na FECAP, a tirolesa possui uma visão impar das corredeiras da represa do rio Paranapanema, se tornou um dos principais ponto turismos da cidade.
- Urbano:

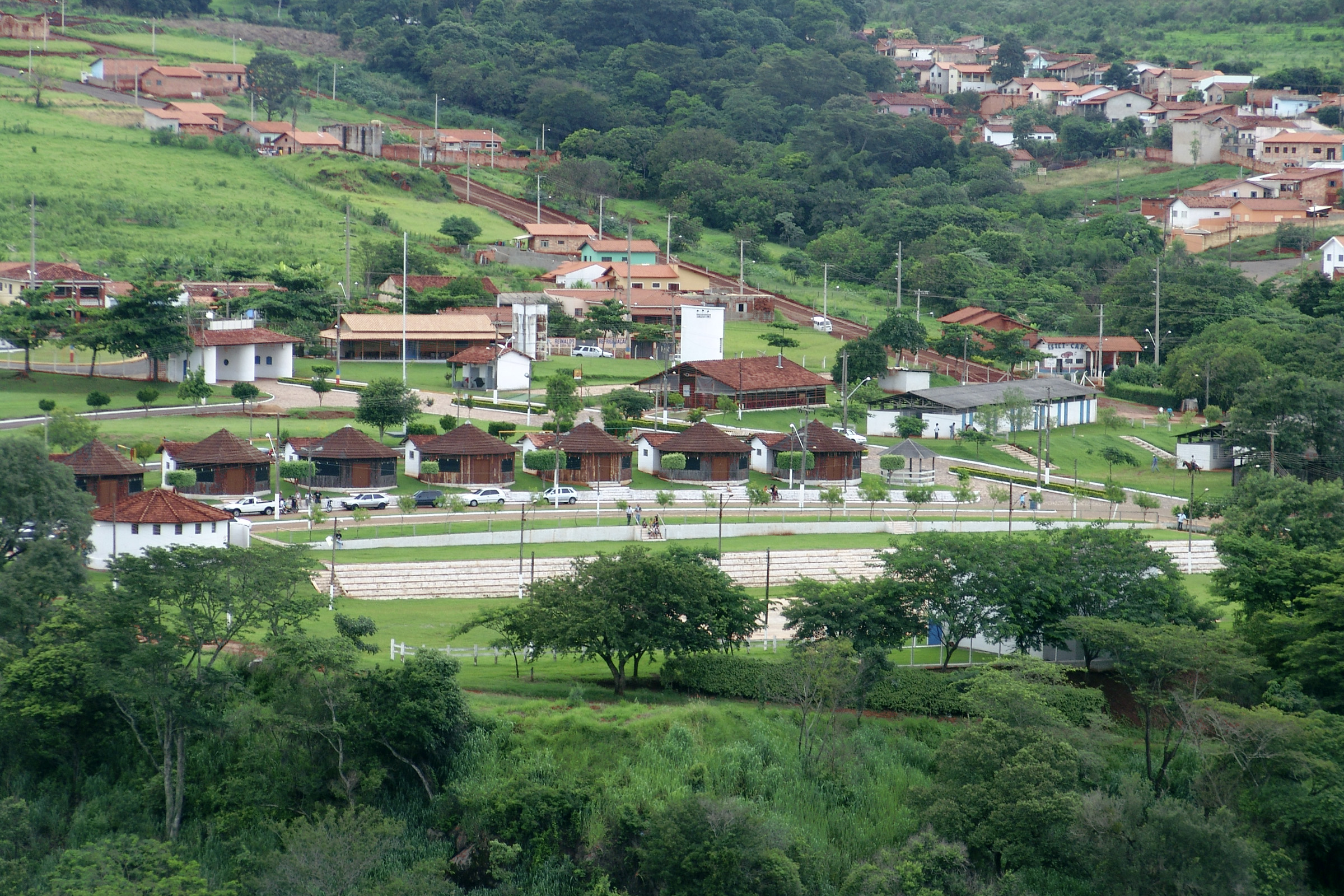
Recinto de exposições agropecuárias.

- - Cruzeiro, no Distrito de Tibiriçá do Paranapanema, vista belíssima da cidade;
  - Praça Ataliba Leonel, Centro da cidade, com vários eventos ao longo do ano;
  - Matriz de São Sebastião (Centro da cidade):
    - Procissão de São Sebastião no rio Paranapanema, no dia do aniversário da cidade e do Padroeiro (20 de janeiro).

  - Rotatória do Peixe, dentro da cidade;
  - Recinto da FECAPI, dentro da cidade, com vários eventos ao longo do ano;
  - Marginal da Represa Paranapanema, na estrada da Biquinha com acesso à Rodovia Raposo Tavares.
- No Rio Paranapanema:
  - Baía do Judas, na Represa Jurumirim (fora da cidade);
  - Garganta do Diabo, dentro da cidade;
  - Passeio de Barco;
  - Pesca;
  - Pedrinha, na Represa Jurumirim (fora da cidade);
  - Prainha, na Represa Jurumirim (fora da cidade).

## Religião
O Cristianismo se faz presente na cidade da seguinte forma:

### Igreja Católica

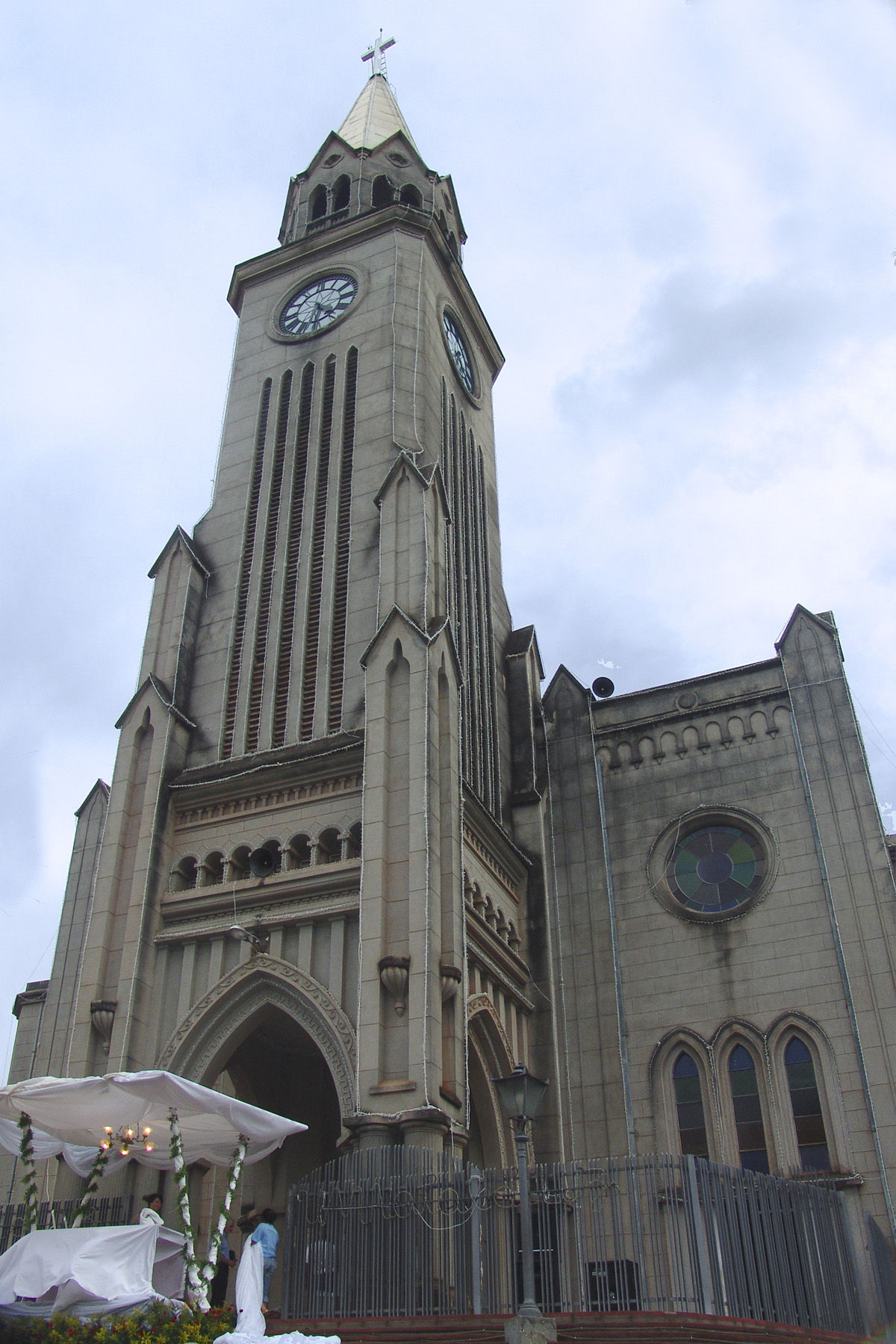
Igreja Matriz de São Sebastião.

A Igreja Católica possui 22.344 pessoas na cidade. Piraju pertence a Diocese de Ourinhos e é formada por 4 Paróquias:
- Igreja Matriz de São Sebastião, centro de Piraju. É a Paróquia mais antiga e foi criada em 1872.

Pároco: Padre Alexandre Batista. Ordem: Padre diocesano. Vigário Paroquial: Padre Luiz Pereira. Ordem: Padre diocesano.
Paróquias criadas por Dom Salvador Paruzzo - Bispo emérito de Ourinhos, Atualmente Dom Eduardo Vieira
- Igreja Matriz de São Francisco de Assis, Conjunto Habitacional José Maria Arbex. Paróquia criada em 2009.

Pároco: Pe. José David Martínez Roldán, MSP. 
Vigário: Pe. Arturo Rendon Lima, MSP.
Ordem: Missionários Servos da Palavra.
- Igreja Matriz de Nossa Senhora do Perpétuo Socorro. Conjunto Habitacional José Ribeiro. Paróquia criada em 2011.

Pároco: Padre Geovane. Ordem: Padre diocesano.
- Igreja Matriz de Nossa Senhora Aparecida, Vila Cantizani. Paróquia criada em 2013.

Pároco: Padre Gilson Tomaz de Aquino. Ordem: Padre diocesano.

### Igrejas Evangélicas

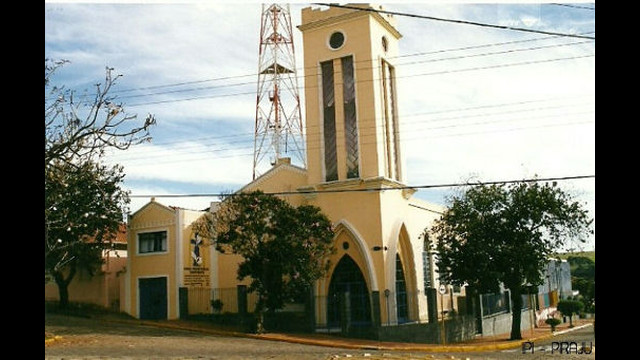
1ª Igreja Presbiteriana Independente.

Entre as igrejas protestantes históricas, pentecostais e neopentecostais, encontram-se na cidade:
- 1ª Igreja Presbiteriana Independente do Brasil, fundada em 8 de julho de 1905.[33]
- Assembleia de Deus Ministério do Belém.[34][35]
- Congregação Cristã no Brasil.[36]
- Igreja do Evangelho Quadrangular.
- Igreja Batista.
- Igreja Adventista do Sétimo Dia.